# Mauressac
Mauressac (em occitano:  Mauressac ou Moreçac) é uma comuna francesa na região administrativa da Occitânia, no departamento do Alto Garona. Estende-se por uma área de 4.52 km², com 512 habitantes, segundo o censo de 2018, com uma densidade de 110 hab/km².